# Halle Open 1997 - Qualificazioni singolare
Le qualificazioni del singolare dell'Halle Open 1997 sono state un torneo di tennis preliminare per accedere alla fase finale della manifestazione. I vincitori dell'ultimo turno sono entrati di diritto nel tabellone principale. In caso di ritiro di uno o più giocatori aventi diritto a questi sono subentrati i lucky loser, ossia i giocatori che hanno perso nell'ultimo turno ma che avevano una classifica più alta rispetto agli altri partecipanti che avevano comunque perso nel turno finale.
Le qualificazioni del torneo Halle Open 1997 prevedevano 32 partecipanti di cui 4 sono entrati nel tabellone principale.

## Teste di serie
1. Michael Joyce (primo turno)
2. Petr Luxa (secondo turno)
3. Arne Thoms (secondo turno)
4. Lars Rehmann (secondo turno)

1. Jim Grabb (Qualificato)
2. James Sekulov (secondo turno)
3. Nicolas Escudé (Qualificato)
4. Nicolas Thomann (primo turno)

## Qualificati
1. Karsten Braasch
2. Nicolas Escudé

1. Jim Grabb
2. Joshua Eagle

## Tabellone

### Legenda
| - Q = Qualificato - WC = Wild card - LL = Lucky loser | - ALT = Alternate - SE = Special Exempt - PR = Protected Ranking | - w/o = Walkover - r = Ritirato - d = Squalificato |

### Sezione 1
|  | Primo turno      | Primo turno        | Primo turno     | Primo turno | Primo turno |  |  | Secondo turno      | Secondo turno      | Secondo turno      | Secondo turno      | Secondo turno      |   |   | Ultimo turno    | Ultimo turno    | Ultimo turno    | Ultimo turno | Ultimo turno |  |
|  |                  |                    |                 |             |             |  |  |                    |                    |                    |                    |                    |   |   |                 |                 |                 |              |              |  |
|  |                  | Karsten Braasch    | Karsten Braasch | 6           | 6           |  |  |                    |                    |                    |                    |                    |   |   |                 |                 |                 |              |              |  |
|  | 1                | Michael Joyce      | Michael Joyce   | 4           | 2           |  |  | Karsten Braasch    | Karsten Braasch    | Karsten Braasch    | 7                  | 6                  |   |   |                 |                 |                 |              |              |  |
|  | Jacco Eltingh    | Jacco Eltingh      | Jacco Eltingh   | 6           | 6           |  |  | Jacco Eltingh      | Jacco Eltingh      | Jacco Eltingh      | 6                  | 3                  |   |   |                 |                 |                 |              |              |  |
|  | Andres Zingman   | Andres Zingman     | Andres Zingman  | 3           | 3           |  |  |                    |                    |                    |                    |                    |   |   | Karsten Braasch | Karsten Braasch | Karsten Braasch | 7            | 6            |  |
|  | Jörn Renzenbrink | Jörn Renzenbrink   | 3               | 6           | 6           |  |  |                    |                    | Hendrik Jan Davids | Hendrik Jan Davids | Hendrik Jan Davids | 6 | 3 |                 |                 |                 |              |              |  |
|  | Andrew Florent   | Andrew Florent     | 6               | 3           | 4           |  |  | Jörn Renzenbrink   | Jörn Renzenbrink   | 6                  | 7                  | 6                  |   |   |                 |                 |                 |              |              |  |
|  |                  | Hendrik Jan Davids | 3               | 7           | 7           |  |  | Hendrik Jan Davids | Hendrik Jan Davids | 7                  | 6                  | 7                  |   |   |                 |                 |                 |              |              |  |
|  | 8                | Nicolas Thomann    | 6               | 6           | 6           |  |  |                    |                    |                    |                    |                    |   |   |                 |                 |                 |              |              |  |

### Sezione 2
|  | Primo turno           | Primo turno           | Primo turno           | Primo turno | Primo turno |  |  | Secondo turno | Secondo turno  | Secondo turno  | Secondo turno  | Secondo turno  |   |   | Ultimo turno | Ultimo turno | Ultimo turno | Ultimo turno | Ultimo turno |  |
|  |                       |                       |                       |             |             |  |  |               |                |                |                |                |   |   |              |              |              |              |              |  |
|  | 2                     | Petr Luxa             | 6                     | 3           | 6           |  |  |               |                |                |                |                |   |   |              |              |              |              |              |  |
|  |                       | Frank Potthoff        | 4                     | 6           | 4           |  |  | 2             | Petr Luxa      | Petr Luxa      | 6              | 4              |   |   |              |              |              |              |              |  |
|  | Pat Cash              | Pat Cash              | Pat Cash              | 6           | 6           |  |  |               | Pat Cash       | Pat Cash       | 7              | 6              |   |   |              |              |              |              |              |  |
|  | Juan Ignacio Carrasco | Juan Ignacio Carrasco | Juan Ignacio Carrasco | 2           | 4           |  |  |               |                |                |                |                |   |   |              | Pat Cash     | Pat Cash     | 4            | 6            |  |
|  | Jeff Coetzee          | Jeff Coetzee          | 6                     | 6           | 6           |  |  |               |                | 7              | Nicolas Escudé | Nicolas Escudé | 6 | 7 |              |              |              |              |              |  |
|  | Alex Bose             | Alex Bose             | 7                     | 3           | 4           |  |  |               | Jeff Coetzee   | Jeff Coetzee   | 0              | 3              |   |   |              |              |              |              |              |  |
|  | 7                     | Nicolas Escudé        | Nicolas Escudé        | 6           | 6           |  |  | 7             | Nicolas Escudé | Nicolas Escudé | 6              | 6              |   |   |              |              |              |              |              |  |
|  |                       | Marius Calugaru       | Marius Calugaru       | 1           | 3           |  |  |               |                |                |                |                |   |   |              |              |              |              |              |  |

### Sezione 3
|  | Primo turno          | Primo turno          | Primo turno     | Primo turno | Primo turno |  |  | Secondo turno | Secondo turno | Secondo turno | Secondo turno | Secondo turno |   |   | Ultimo turno | Ultimo turno | Ultimo turno | Ultimo turno | Ultimo turno |  |
|  |                      |                      |                 |             |             |  |  |               |               |               |               |               |   |   |              |              |              |              |              |  |
|  | 3                    | Arne Thoms           | Arne Thoms      | 6           | 7           |  |  |               |               |               |               |               |   |   |              |              |              |              |              |  |
|  |                      | Rogier Wassen        | Rogier Wassen   | 3           | 6           |  |  | 3             | Arne Thoms    | Arne Thoms    | 3             | 1             |   |   |              |              |              |              |              |  |
|  | David Adams          | David Adams          | 6               | 2           | 6           |  |  |               | David Adams   | David Adams   | 6             | 6             |   |   |              |              |              |              |              |  |
|  | Oscar Burrieza-Lopez | Oscar Burrieza-Lopez | 4               | 6           | 3           |  |  |               |               |               |               |               |   |   |              | David Adams  | David Adams  | 4            | 2            |  |
|  | Andrew Rueb          | Andrew Rueb          | Andrew Rueb     | 6           | 6           |  |  |               |               | 5             | Jim Grabb     | Jim Grabb     | 6 | 6 |              |              |              |              |              |  |
|  | Philippe Kobzos      | Philippe Kobzos      | Philippe Kobzos | 3           | 3           |  |  |               | Andrew Rueb   | Andrew Rueb   | 6             | 1             |   |   |              |              |              |              |              |  |
|  | 5                    | Jim Grabb            | 3               | 6           | 6           |  |  | 5             | Jim Grabb     | Jim Grabb     | 7             | 6             |   |   |              |              |              |              |              |  |
|  |                      | Benjamin Osterbrink  | 6               | 3           | 4           |  |  |               |               |               |               |               |   |   |              |              |              |              |              |  |

### Sezione 4
|  | Primo turno   | Primo turno        | Primo turno        | Primo turno | Primo turno |  |  | Secondo turno | Secondo turno | Secondo turno | Secondo turno | Secondo turno |   |   | Ultimo turno | Ultimo turno | Ultimo turno | Ultimo turno | Ultimo turno |  |
|  |               |                    |                    |             |             |  |  |               |               |               |               |               |   |   |              |              |              |              |              |  |
|  | 4             | Lars Rehmann       | Lars Rehmann       | 6           | 7           |  |  |               |               |               |               |               |   |   |              |              |              |              |              |  |
|  |               | Steven Randjelovic | Steven Randjelovic | 1           | 5           |  |  | 4             | Lars Rehmann  | Lars Rehmann  | 3             | 4             |   |   |              |              |              |              |              |  |
|  | Joshua Eagle  | Joshua Eagle       | Joshua Eagle       | 6           | 6           |  |  |               | Joshua Eagle  | Joshua Eagle  | 6             | 6             |   |   |              |              |              |              |              |  |
|  | Taryn Burgk   | Taryn Burgk        | Taryn Burgk        | 0           | 1           |  |  |               |               |               |               |               |   |   | Joshua Eagle | Joshua Eagle | Joshua Eagle | 6            | 6            |  |
|  | Patrik Kühnen | Patrik Kühnen      | 5                  | 6           | 6           |  |  |               |               | Patrik Kühnen | Patrik Kühnen | Patrik Kühnen | 3 | 4 |              |              |              |              |              |  |
|  | Murphy Jensen | Murphy Jensen      | 7                  | 3           | 4           |  |  |               | Patrik Kühnen | 2             | 6             | 6             |   |   |              |              |              |              |              |  |
|  | 6             | James Sekulov      | James Sekulov      | 6           | 6           |  |  | 6             | James Sekulov | 6             | 3             | 4             |   |   |              |              |              |              |              |  |
|  |               | Michael De Jongh   | Michael De Jongh   | 2           | 2           |  |  |               |               |               |               |               |   |   |              |              |              |              |              |  |